# Памятник ржевским железнодорожникам
Па́мятник рже́вским железнодоро́жникам (народное название «Паровоз») — монументальная композиция, являющаяся основной доминантой парка «Здоровье» (до 2020 года — парк железнодорожников) в городе Ржеве Тверской области.
Посвящена памяти о мужестве и героизме, проявленном ржевскими железнодорожниками в борьбе с немецко-фашистскими захватчиками в годы Великой Отечественной войны.

## Описание

Левая сторона бетонного постамента

Мемориальная доска в тыльной части постамента

Представляет собой переднюю часть паровоза Су 208-64, слитую с белым бетонным постаментом в виде сложенных за спиной крыльев.
В носовой части паровоза размещена аннотационная доска.
| Текст доски гласит: ★ Этот монумент воздвигнут в память о мужестве и героизме, проявленных ржевскими железнодорожниками в борьбе с немецко-фашистскими захватчиками в Великой Отечественной войне 1941-1945 гг. — — — |

По сторонам бетонного постамента размещены выдержки из произведений советских поэтов о войне.
| Слева, бессмертные строки из стихотворения Ольги Берггольц «Проспект Непокорённых»: Подвиг свой ежедневный Вы совершали достойно и просто. Вам, беззаветным защитникам, Павшим героям — бессмертная слава! |

| Справа, из стихотворения Григория Поженяна «Эпилог»: А почестей мы не просили, не ждали наград за дела. Нам общая слава России солдатской наградой была. |

| С тыльной стороны памятника закреплена мемориальная доска со стихами неизвестного поэта: ★ «Жизни своей не жалея, на фронт вы составы вели. Чтоб наши солдаты быстрее к Великой Победе пришли.» — — — |

Напротив монумента расположена стела погибшим в войне советским железнодорожникам. Рядом с монументом в 2001 году была сооружена часовня Святого Николая Чудотворца, покровителя всех путников, в том числе железнодорожников. В парке разбиты аллеи, установлен фонтан, парк оборудован фонарями и скамейками для отдыха людей.

## История создания

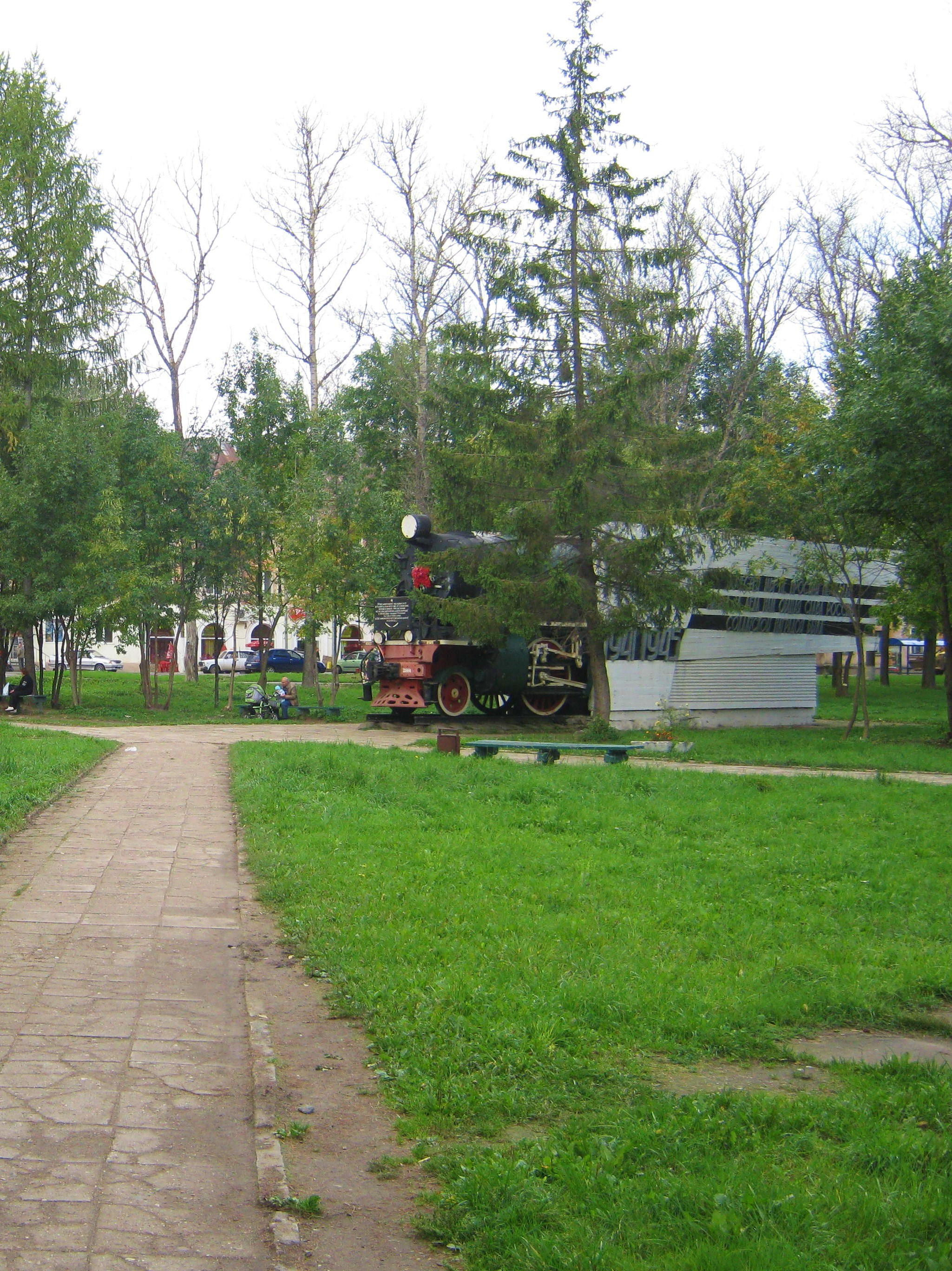
Памятник со стороны парка

Памятник ржевским железнодорожникам спешно создавался специально к празднованию 30-летия освобождения города Ржева от немецко-фашистских захватчиков.
Для создания памятника был отобран паровоз марки Су 208-64 построенный на Коломенском заводе в 1935 году, заводской тип 162,
заводской номер 7195. Паровоз был приписан к депо Ржев, и до конца своих дней работал на линии, водил пригородные поезда.
В ходе строительства монумента паровоз был распилен на части. На пьедестал в виде рельс установили только переднюю часть локомотива: две передние оси, паровую машину и пароперегреватель. Будка, тендер и остальные колеса ушли в лом. Подобная дурная практика, имела место, к сожалению, не только во Ржеве. В результате от интересной редкой машины остался только обрубок.
Сзади был смонтирован объёмный бетонный постамент в виде сложенных за спиной паровоза крыльев. По сторонам постамента размещены рельефные надписи славящие подвиг железнодорожников.
Торжественное открытие памятника состоялось 3 марта 1973 года. На митинге по случаю открытия присутствовали около тысячи человек: первые лица города и области, руководство железной дороги, командование воинских частей гарнизона, представители промышленности, творческая интеллигенция, жители и гости города Ржева. Среди гостей города отметился выступивший перед собравшимися писатель Борис Полевой.
Со временем вокруг памятника был оформлен сквер с несколькими монументами. А сам паровоз, продолжает утрачивать свои подлинные части.
Так, первоначальный герб Советского Союза расположенный на крышке котла, на заре 90-х сменила нарисованная звезда. При очередных покрасках перестали воспроизводить номер машины, из зелёного («Су» — это пассажирский паровоз, а все русские пассажирские паровозы красились в зелёный цвет), он был перекрашен в чёрный с красными колесами, свойственный для товарного локомотива.